# El Toboso
El Toboso est une commune d'Espagne de la province de Tolède dans la communauté autonome de Castille-La Manche.

## Géographie
Sa superficie est de 144,19 km2 et sa population est de 2 217 habitants (2010).

## Administration
| Période                                  | Période | Identité | Étiquette | Qualité |
| ---------------------------------------- | ------- | -------- | --------- | ------- |
| Les données manquantes sont à compléter. |         |          |           |         |
|                                          |         |          |           |         |

## Culture
Cervantès en a fait la patrie de Dulcinée dans son roman Don Quichotte.